# Volvestre

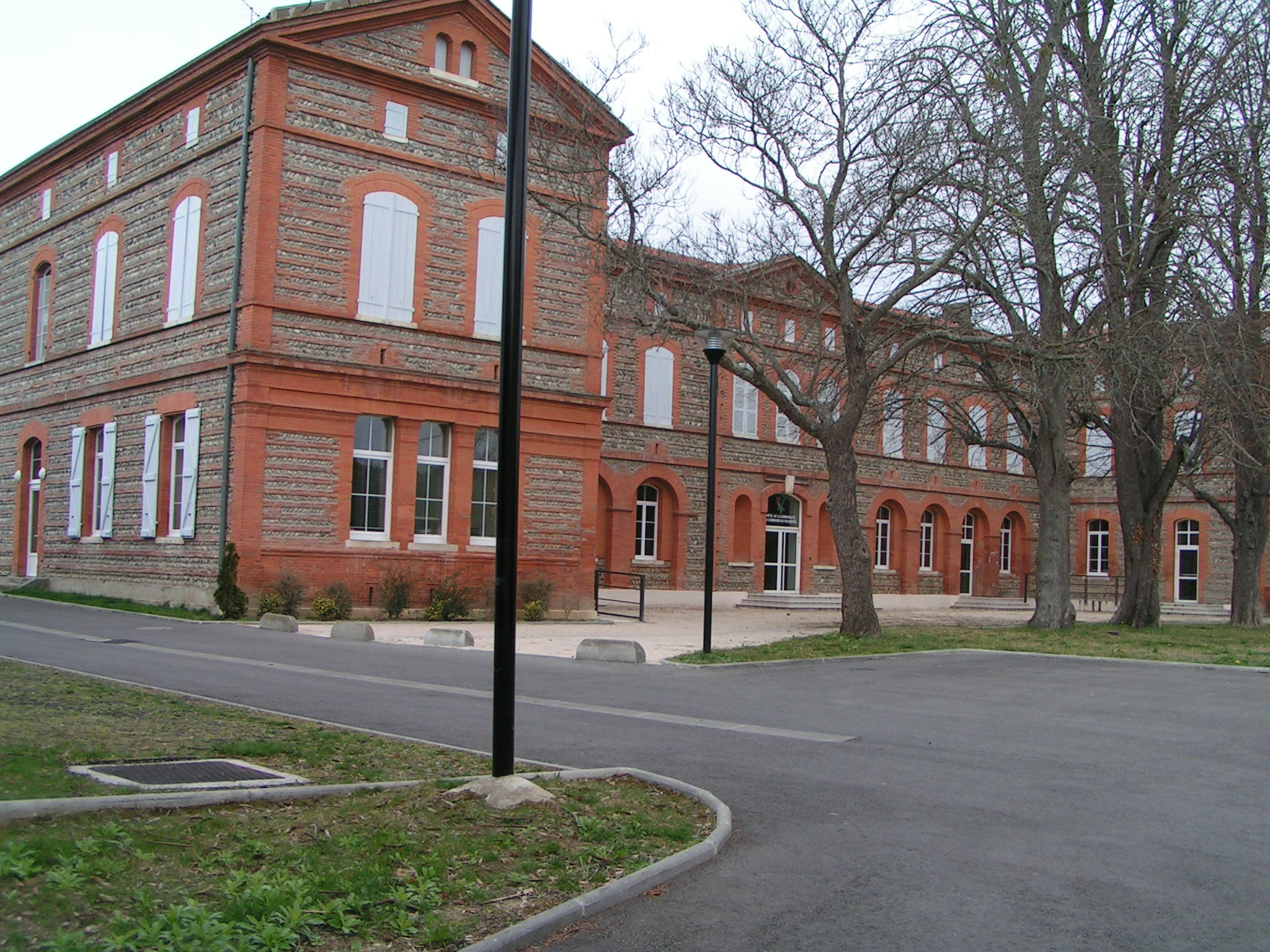
Maison Jallier, seu de la mancomunitat

El Volvestre (en occità Volvèstre) és un Parçan o comarca d'Occitània situada al Llenguadoc. La seva vila principal és Carbona.
Segons la proposta de divisió territorial d'Occitània del diari Jornalet, basada en l'obra de Frederic Zégierman Le Guide des pays de France, el Volvestre estaria ubicat a la regió del Llenguadoc, subregió de l'Alt Llenguadoc.
El Volvestre es constitueix de les valls de l'Arisa i del Volp. Està situat entre el massís de Plantaurel, el massís d'Arisa, el Comenge, el Lauraguès i el riu Garona. Fou poblat en la prehistòria pels tectòsages, poble celta, posteriorment sotmès pels romans.

## Administració
Oficialment, els municipis del Volvestre estan ubicats a cavall entre els departaments francesos de l'Arieja i de l'Alta Garona:
- Alta Garona: comunitat de municipis del Volvestre (7 municipis del Cantó de Carbona, 1 del cantó de Le Hosseret, 9 del cantó de Montesquiu de Toars i 10 del cantó de Rius), juntament amb altres municipis del cantó de Casèras.
- Arieja: cantó de Senta Crotz i part del cantó de Lo Mas d'Asilh.

## Viles principals
- Carbona
- Senta Crotz
- Montesquiu de Toars
- Rius
- lo Mas d'Asilh